# AO-Klassifikation
Die AO-Klassifikation – auch Müller-Klassifikation (nach Maurice E. Müller benannt) – der Arbeitsgemeinschaft für Osteosynthesefragen hat das Ziel, eine weltweit eindeutige Beschreibung von Frakturen am menschlichen Skelett zu liefern. Die exakte Klassifikation stellt die Basis für eine Standardisierung der modernen Knochenbruchbehandlung dar. 

## Aufbau & Anwendung
Die AO-Klassifikation besteht aus einem 4-stelligen alphanumerischen Code zur Lokalisation und Beschreibung eines Knochenbruches. Jede Fraktur kann somit mit zwei Ziffern einem Buchstaben und einer weiteren Ziffer beschrieben werden (zum Beispiel 11A1).
Für spezielle Regionen wie Fuß- und Handbrüche sowie Brüche des Kindesalters kommen erweiterte oder anders aufgebaute Codes zur Anwendung. 
Die häufigste Verwendung findet die AO-Klassifikation bei der Einteilung der Brüche der langen Röhrenknochen der Arme und Beine. Besonders in Gelenkregionen aber sind im klinischen Alltag alternative Klassifikationen gebräuchlich, die eher eine Aussage über Therapie und Prognose erlauben oder einfach traditionell benutzt werden.

### 1. Nummerierung der Körperregion
- 1 = Oberarm, d. h. Humerus (Oberarmknochen), Schulterblatt und Schlüsselbein
- 2 = Unterarm, d. h. Radius {2R} (Speiche) und Ulna {2U} (Elle)
- 3 = Oberschenkel, d. h. Femur (Oberschenkelknochen) und Patella (Kniescheibe)
- 4 = Unterschenkel, d. h. Tibia (Schienbein) und Fibula (Wadenbein)
- 5 = Wirbelsäule
- 6 = Becken
- 7 = Hand
- 8 = Fuß
- 9 = Sonstige: Schädel und Unterkiefer

### 2. Positionierung innerhalb der Region
- 1 = proximal (d. h. körpernahes Knochenende)
- 2 = diaphysär (d. h. Knochenschaft ist betroffen)
- 3 = distal (d. h. körperfernes Knochenende)
- 4 = nur in Region 1 (Schulterblatt), 3 (Patella) und 4 (Malleolus - Knöchel)
- 5 = nur in Region 1 (Schlüsselbein)

### 3. Bewertung der Fraktur nach Kompliziertheit, Prognose etc.: Buchstaben A bis C
- Bei Schaftfrakturen
  - A = einfache Fraktur
  - B = Keilfraktur
  - C = komplexe Fraktur
- Bei Gelenkfrakturen
  - A = extraartikulär
  - B = partielle Gelenkfraktur
  - C = vollständige Gelenkfraktur

### 4. Bewertung der Schwere innerhalb dieser Vorgaben
Fragmentbeschaffenheit und Untergruppen. Diese Angaben unterscheiden sich je nach Art und Lokalisation.
Allgemein kann die Schwere mit 1 = leicht, 2 = mittel, 3 = schwer angegeben werden.

### 5. Ziffer
Es gibt noch eine 5. Ziffer, die aber eher akademische Bedeutung hat.

## Beispiele
- 22-A1 wäre demnach eine einfache Fraktur in der Mitte des Unterarms, medizinisch ausgedrückt eine Ulnaschaftfraktur, Radiusschaftfraktur oder Unterarmschaftfraktur (beim Bruch beider Knochen)
- 23-C3 wäre eine schwere Fraktur des distalen Unterarmes, wobei sowohl Elle als auch Speiche mehrfach zersplittert sind (Trümmerfraktur des Handgelenkes)
- 32-A3 wäre eine quere Fraktur in der Mitte des Oberschenkelknochens

## Pädiatrische AO-Klassifikation
Es gibt eine für Kinder angepasste Version der AO-Klassifikation die sich im Wesentlichen auf die AO-Klassifikation für Erwachsene beruft, jedoch noch 1–2 zusätzliche Buchstaben einführt.